# Gate Tower Building

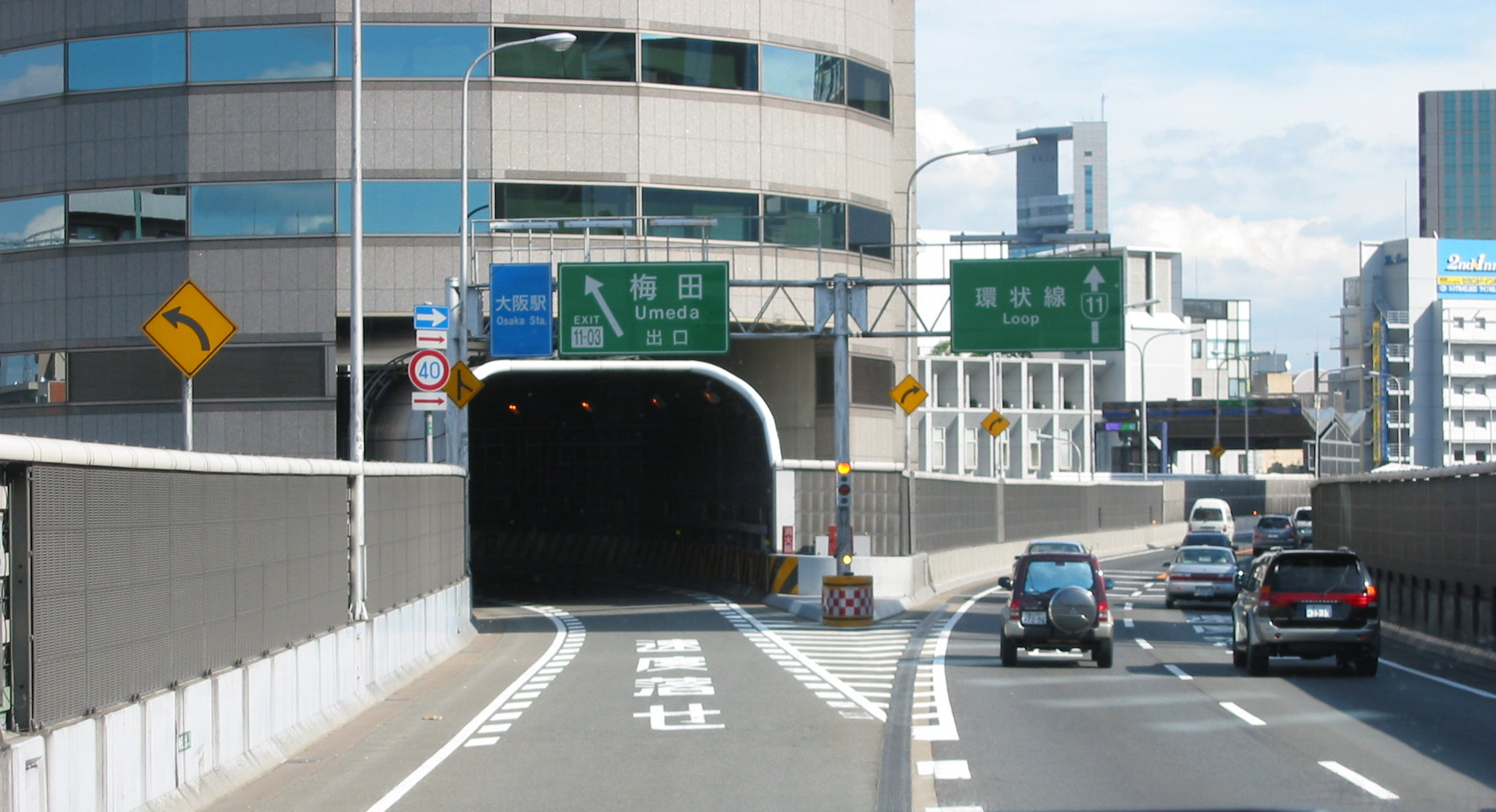
Съезд на Умэду

Gate Tower Building (яп. ゲートタワービル Гэ:то тава:биру) — шестнадцатиэтажное офисное здание в Фукусима-ку, Осака, примечательное тем, что прямо сквозь него проходит шоссе.

## Обзор
Здание цилиндрической формы, построено из железобетона, в основе структуры двойное ядро. Дорога (часть системы Hanshin Expressway) проходит прямо через здание, занимая пространство с 5-го по 7-й этажи включительно. Лифты (их 4-е), курсирующие в здании, не делают остановок на этих этажах (после 4-го сразу идёт 8-й). Шоссе и здание нигде не соприкасаются, в этом смысле шоссе больше напоминает мост, проложенный сквозь брешь в доме, со своими собственными опорами. Также стены тоннеля, в котором проходит шоссе, имеют необходимый уровень звукоизоляции. На крыше Gate Tower Building расположена вертолётная площадка.

## История создания
Правом собственности на земельный участок ещё с начала периода Мэйдзи владела компания, занимающаяся древесиной и древесным углём, но постепенный переход на другие источники топлива привёл к ухудшению положения этой компании и обветшанию её строений. В 1983 году было принято решение о частичном сносе и реконструкции зданий, находящихся в этом районе, отчасти из-за ветхости и необходимой модернизации, кроме того, в этом же районе было запланировано строительство шоссе Hanshin Expressway. Однако действующие на тот момент строительные нормы делали постройку здания и дороги на одном и том же месте невозможной. Переговоры примерно в течение 5 лет между владельцами земли, корпорацией Hanshin Expressway и городскими властями привели к реализации текущего проекта.
По этой причине в 1989 году были пересмотрены местные законы о строительстве шоссе, законы о городском планировании, а также право о перепланировке города и градостроительные кодексы, чтобы обеспечить так называемую Многоуровневую дорожную систему Риттаи До-ро Сейдо (立体道路制度), позволяющую объединять здания и дорожную сеть в едином пространстве. Эта система изначально была разработана для облегчения строительства второй кольцевой автодороги в непосредственной близости от токийского делового округа Тораномоно, но так и не была применена там. Вместо этого система была запущена при строительстве Gate Tower Building, которое стало первым зданием в Японии с проходящим сквозь него шоссе. Дороги в таких случаях, как правило, строятся под землёй, и прохождение их через здания чрезвычайно редкое явление.

## Некоторые сведения
- Здание стали возводить после постройки трассы (но до строительства проезда через него). Автобан сдан в эксплуатацию в 1983 году, небоскрёб в феврале 1992 года, а проезд сквозь него открылся в августе 1992 года[1].
- В здании применены специальные технические решения, чтобы защитить его от шума и вибрации[5].
- Дорога является арендатором 5, 6 и 7 этажей здания.
- Некоторые участки трассы Hanshin были повреждены землетрясением 1995 года, но Gate Tower Building их благополучно перенёс[6].